# 13774 Spurný
13774 Spurný là một tiểu hành tinh vành đai chính với chu kỳ quỹ đạo là 1908.4583564 ngày (5.23 năm).
Nó được phát hiện ngày 10 tháng 10 năm 1998.